# Венденський договір (1501)
Венденський договір — союзний договір між Великим князівством Литовським та Лівонським орденом, укладений під час Московсько-литовської війни 1500—1503 років з метою спільних дій проти Великого князівства Московського.
Договір був узгоджений у Вільно 3 березня 1501 року на зустрічі магістра Лівонського ордена Вальтера фон Плеттенберга з великим князем литовським Олександром.
Сам договір було підписано 21 червня 1501 року в Вендені (Лівонія; нині Цесис в Латвії) — резиденції магістра Ордену.

## Передумови договору

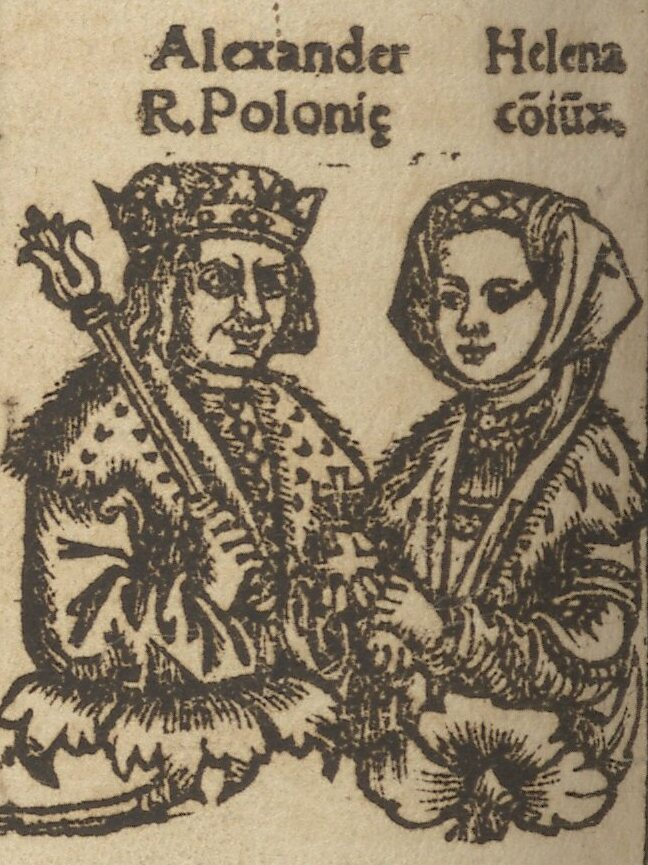
Олександр та Єлєна Іванівна

Незважаючи на заключення в 1494 році миру, на рубежі XV—XVI століть у відносинах між Російською державою та Литвою знову наростає напруженість. Московський цар Іван III Васильович розпочав у 1500 році нову війну через те, що литовський князь Олександр Ягеллончик спробував схилити православне населення Великого князівства Литовського до унії з католиками. Крім того, Івану III також не сподобались релігійні утиски Ягеллончика щодо його дружини, яка була донькою московського монарха.
Англійський історик Бейн також називає прагнення литовського двору звернути Єлєну в римську віру серед найважливіших причин російсько-литовської війни 1500—1503 років.
Видача Єлєни Іоанівни (1476—1513) заміж за Ягеллончика була однією з умов російсько-литовського мирного договору 1494 року. При цьому майбутній чоловік, католик, зобов'язався зберегти за дружиною «грецький закон», православну віру, і гарантував, що не буде примушувати її приймати католицтво. Однак коли Єлєна попросила Олександра побудувати для неї церкву у Віленському замку, Ягеллончик відмовив їй, пославшись на стару заборону часів Ягайла будувати в Литві нові православні храми. У рік свого весілля з російської великою княгинею (1495) Ягеллончик призначив митрополитом Макарієм — «цілком відданого православ'ю Київського митрополита». Після того, як навесні 1497 року Макарій був убитий біля Мозиря загоном кримських татар, на його місце Ягеллончик призначив Йосипа Болгариновича — поборника прийняття православними Флорентійської унії 1439 року.
Своїм місцеперебуванням новий митрополит Київський обрав Вільно, звідки в 1500 році відкрито сповістив тата Олександра VI (1431—1503) про нібито готовність православних в Литві прийняти Флорентійську унію.
Цей необачний крок Йосипа дав привід католицьким прелатам Литви і Польщі погіршити ситуацію. Заявивши, що вони проти умов Флорентійської унії (які дозволяли православним зберігати свої традиційні обряди), католики, по суті, вимагали від православних Литви та Польщі повного переходу в католицтво. Посилився тиск і особисто на Єлєну Іоанівну з метою примусити її перейти в «латинство». Під тиском  у 1501 році вона погодилася. Сам Олександр, як вважає Д. Стоун, бачив для себе в цьому династичному шлюбі насамперед можливість пред'явити, при можливості, претензії на московський трон, а саму Єлєну розглядав лише як заручницю виконання Москвою умов договору 1494 року.
24 липня 1499 року Ягеллончик та його брат, польський король Ян I Ольбрахт (1459—1501) актуалізували старовинну Городельську унію 1413 року. Вони постановили в новій Городельській унії, що польський король не може бути обраний без згоди з боку Князівства Литовського, і навпаки, брати проклали дорогу до подальшого поєднання цих посад, вбачаючи у цьому спосіб зміцнення «вертикалі влади».
В таких умовах посилення натиску католицької церкви на православну частина населення Польсько-литовської держави (в першу чергу, руські князів православного віросповідання) стали переходити на бік Москви «зі своїми волостями і містами».. У їх числі на початку 1500 року прийняв московське підданство князь Семен Іванович Бельський, з яким під контроль Москви відходили і його володіння — місто Білий на південний захід від Твері.
Протест, який Ягеллончик відправив у Москву з послами, Іван III відкинув. Слідом за Бєльським аналогічне бажання перейти на московську службу виявили князі Семен Іванович Стародубський-Можайський і Василь Іванович Шемячич Новгород-Сіверський. У їх володінні знаходилися такі старовині міста, що виникли ще за часів Русі-України, як Новгород-Сіверський, Рильськ, Радогош, Стародуб, Гомель, Чернігів, Карачев, Хотимль.

Військова кампанія 1500 року.

Це означало чималі територіальні та стратегічні втрати для тих, хто керував колишніми удільними князівствами Русі-України. Перехід православних князів на службу Московської держави загрожував каральними мірами польсько-литовських військ і проти «перебіжчиків», і проти Москви.
Щоб отримати нові території  Іван III прийняв ряд превентивних заходів. У квітні 1500 року дяк Іван Іванович Телешов та Афанасій Шеєнок вирушили у Вільно для оголошення війни Литовській державі та прийому князів-втікачів із землями до складу Московської держави.
Визнавши це посяганням на власну територію Литва направила свої війська для захист своїх кордонів. Почалася нова Московсько-литовська війна.

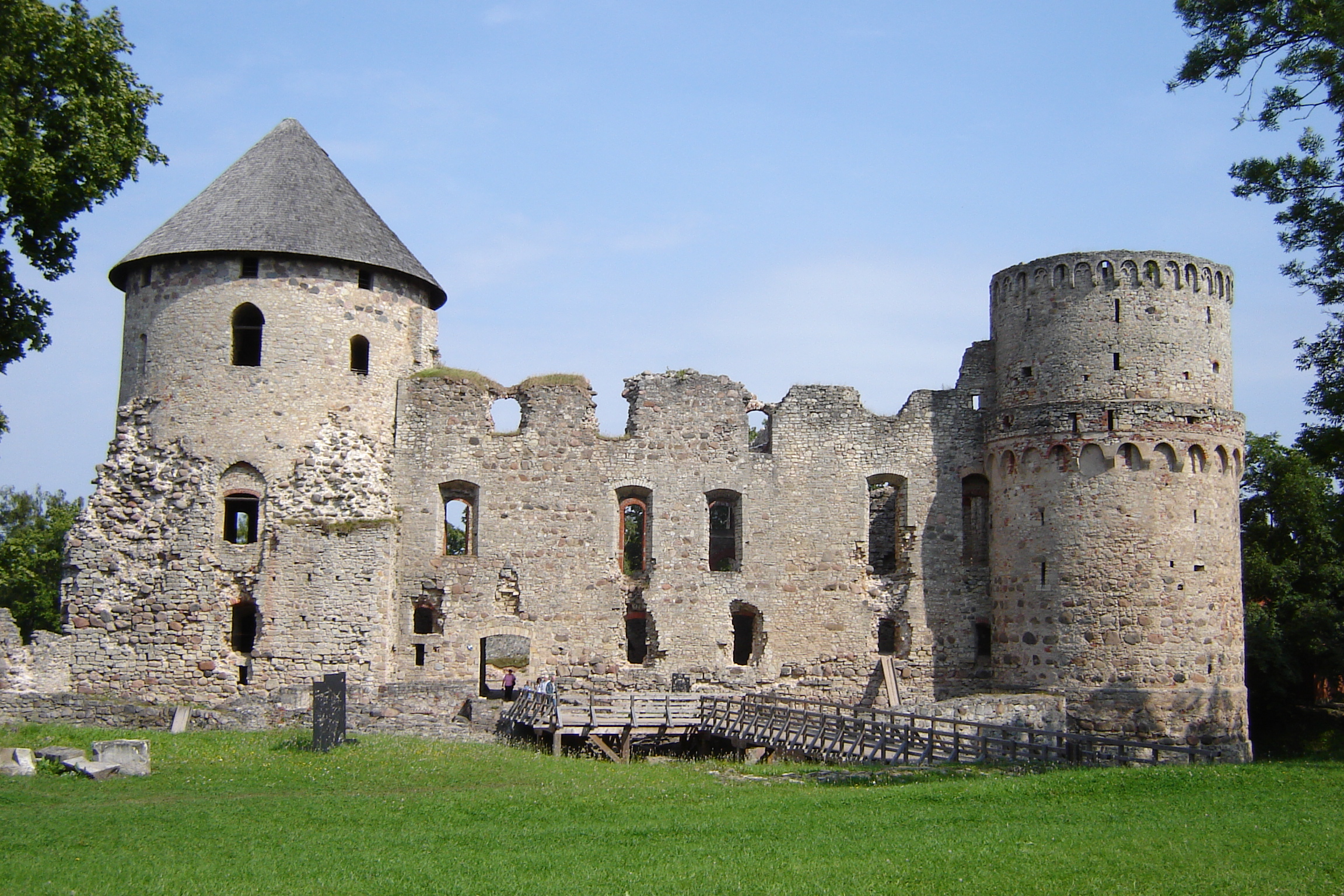
Венденський замок

Вже в першій сутицчі — Битві на Ведрошою 14 липня 1500 року — литовське військо отримало відчутний удар. На полі бою полягли, або були взяті в полон декілька командирів литовського війська. 6 серпня був узятий Путивль, а 9 серпня — Торопець. Трохи згодом — і вотчина князя С. В. Бельського — місто Білий, яке вже належало Литві.  
Литовські дипломати розгорнули широку кампанію з пошуку та залучення союзників для боротьби з Москвою. Серед тих, хто охоче відгукнувся і надав Литві найбільш суттєву допомогу, був магістр Лівонського ордена Вальтер фон Плеттенберг.
Договір було укладено в резиденції магістра в Венденському замку 21 червня 1501 року.

## Виконання договору
Перша спільна акція нових союзників після укладення договору була здійснена Лівонією  в торговому місті Дерпті, що колись належав Московській державі, під іншою назвою — Юр'єв. Там були заарештовані відразу 150 псковських купців, нібито у зв'язку з крадіжкою.
Метою сіпльного литовсько-лівонського наступу було місто Псков. Атака була запланована на 25 липня. Однак за 4 дні до підписання договору, 17 червня 1501 року в Торуні раптово помер брат Ягеллончика — король Польщі. Тому план кампанії був, мабуть, змінений.
Перше битва Великого князівства Московського з військами Лівонської конфедерації відбулася 27 серпня 1501 року на річці Серице поблизу Ізборська, що на середині шляху між Лівонією та Псковом. Під особистим командуванням магістра Вальтера фон Плеттенберга лівонці, добре озброєні сучасною вогнепальною зброєю — польовими гарматами і ручними пищалями, перемогли.
Окрилений перемогою лівонців  (без допомоги литовської армії) Плеттенберг спробував взяти фортецю Ізборськ, а потім зайняти броди через річку Велику. Однак тут військова удача змінила магістра: псковичі відбили його атаки, а литовці так і не встигли підійти. Роздратований Плеттенберг повернув на південь, і 7 вересня розорив місто Острів, де загинуло до 4 тисяч мирних жителів. Після цього він поспішив у Лівонію, куди повернувся вже 14 вересня. Вже після відходу лівонців загони литовців самі безуспішно штурмували фортецю Опочку, після чого також відступили.
Восени 1501 року моковські війська перейшли в наступ, як на землі Лівонської конфедерації, так і на Литву. Д. В. Щеня жорстко спустошив північно-східну Ліфляндію та частину Естляндії. Також московські воїни перемогли у битві біля замку Гельмед з лівонцями та мали переваги у битві під Мстиславлем з литовцями. Однак, саме місто вони зайняти не змогли.
У кампанії 1502 року Плеттенберг вирішив повторити спробу взяти Псков. Дізнавшись про те, що основні сили Московської держави загрузли в облозі Смоленська, лівонський ландмейстер знову направив своє військо у похід.
2 вересня він безуспішно штурмував Ізборськ. Залишивши в тилу неподатливу фортецю, Плеттенберг рушив до Пскова. Так, вже 6 вересня 25-тисячне військо Лівонського ордену стало під стінами цього міста. Сил облягати укріплений Псков у нього вистачило лише на три дні, після чого Плеттенберг повернув армію на зимові квартири. На цей раз новгородські намісники князі Д. В. Щеня і В. В. Шуйський вирішили переслідувати відступаючих лівонців, і направили свої полки в погоню.
13 вересня біля озера Смоліна 12 тисяч ратників Московської держави наздогнали 5-тисячний лівонський контингент, яким командував сам Плеттенберг. Думаючи, що добре навчене військо лівонців втікає, московські воїни піддалися ейфорії і порушили порядок у полках. Тим часом перегрупувавшись досвідчені лівонці пішли в контратаку — і бій біля озера Смоліна закінчилося розгромом більш ніж вдвічі переважаючих сил армії Московської держави.
Успіхи військ Московщини на інших фронтах битв змусили Олександра Ягеллончика відмовитися від продовження кампанії на наступний рік, і 25 березня 1503 року король Польщі і великий князь Литовський підписав з Москвою Благовіщенське перемир'я строком на шість років.
У 1506 році Олександр Ягеллончик помер, після чого укладений ним Венденський договір втратив чинність де-факто.
Окреме перемир'я з Лівонської конфедерацією як стороною конфлікту Московська держава підписала 2 квітня 1503 року, гарантувавши на майбутнє непорушність кордонів Лівонії. Гарантія виявилася довгостроковою і тривала протягом двох поколінь: наступного разу росіяни зійшлися з лівонцями на полях боїв тільки під час Лівонської війни, що почалася в 1558 році.